# Wyścig Makau WTCC

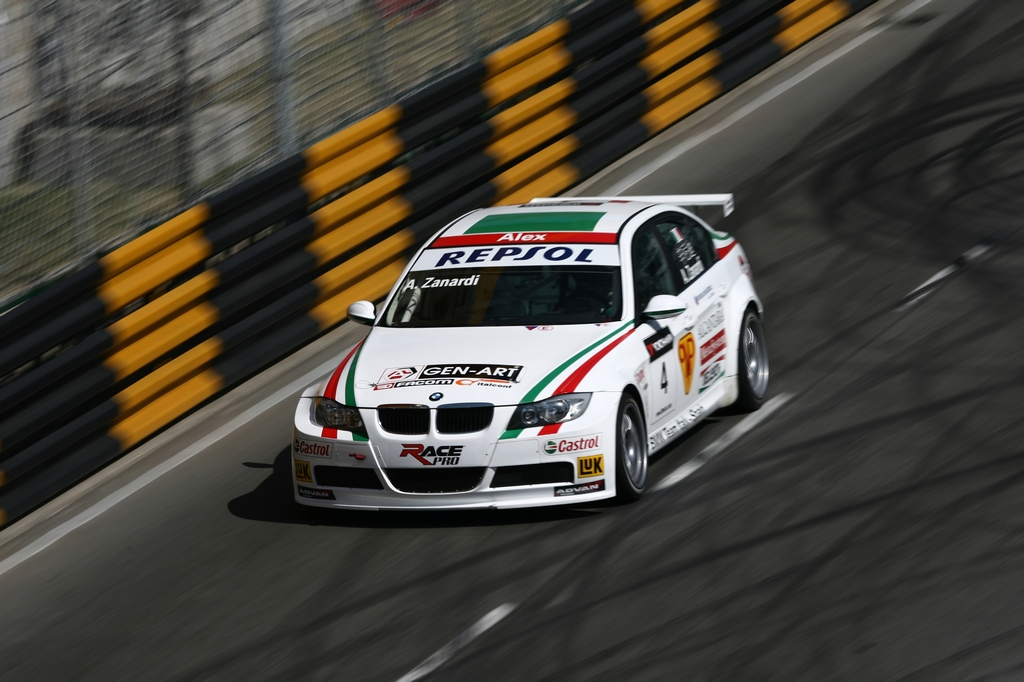
Alessandro Zanardi podczas Wyścigu Makau w 2008

Wyścig Makau WTCC – runda World Touring Car Championship rozgrywana w latach 2005-2014 na torze Guia Circuit w Makau będącym specjalnym regionem administracyjnym Chin. Była to finałowa runda każdego sezonu. Wyścig ten odbywał się w ramach Grand Prix Makau. Co roku występowali w nim liczni miejscowi kierowcy.

## Zwycięzcy
| Sezon | Kierowca                    | Samochód          | Zespół                          | Lokalizacja  | Wyniki |
| ----- | --------------------------- | ----------------- | ------------------------------- | ------------ | ------ |
| 2005  | Wyścig 2: Augusto Farfus    | Alfa Romeo 156    | Alfa Romeo Racing Team          | Guia Circuit | Wyniki |
| 2005  | Wyścig 2: Duncan Huisman    | BMW 320i          | BMW Team Holland                | Guia Circuit | Wyniki |
| 2006  | Wyścig 1: Andy Priaulx      | BMW 320si         | BMW Team UK                     | Guia Circuit | Wyniki |
| 2006  | Wyścig 2: Jörg Müller       | BMW 320si         | BMW Team Deutschland            | Guia Circuit | Wyniki |
| 2007  | Wyścig 1: Alain Menu        | Chevrolet Lacetti | Chevrolet                       | Guia Circuit | Wyniki |
| 2007  | Wyścig 2: Andy Priaulx      | BMW 320si         | BMW Team UK                     | Guia Circuit | Wyniki |
| 2008  | Wyścig 1: Alain Menu        | Chevrolet Lacetti | Chevrolet                       | Guia Circuit | Wyniki |
| 2008  | Wyścig 2: Robert Huff       | Chevrolet Lacetti | Chevrolet                       | Guia Circuit | Wyniki |
| 2009  | Wyścig 1: Robert Huff       | Chevrolet Cruze   | Chevrolet                       | Guia Circuit | Wyniki |
| 2009  | Wyścig 2: Augusto Farfus    | BMW 320si         | BMW Team Germany                | Guia Circuit | Wyniki |
| 2010  | Wyścig 1: Robert Huff       | Chevrolet Cruze   | Chevrolet                       | Guia Circuit | Wyniki |
| 2010  | Wyścig 2: Norbert Michelisz | SEAT León         | Zengő-Dension Team              | Guia Circuit | Wyniki |
| 2011  | Wyścig 1: Robert Huff       | Chevrolet Cruze   | Chevrolet                       | Guia Circuit | Wyniki |
| 2011  | Wyścig 2: Robert Huff       | Chevrolet Cruze   | Chevrolet                       | Guia Circuit | Wyniki |
| 2012  | Wyścig 1: Yvan Muller       | Chevrolet Cruze   | Chevrolet                       | Guia Circuit | Wyniki |
| 2012  | Wyścig 2: Alain Menu        | Chevrolet Cruze   | Chevrolet                       | Guia Circuit | Wyniki |
| 2013  | Wyścig 1: Yvan Muller       | Chevrolet Cruze   | RML                             | Guia Circuit | Wyniki |
| 2013  | Wyścig 2: Robert Huff       | SEAT León         | ALL-INKL.COM Münnich Motorsport | Guia Circuit | Wyniki |
| 2014  | Wyścig 1: José María López  | Citroën C-Elysée  | Citroën Total WTCC              | Guia Circuit | Wyniki |
| 2014  | Wyścig 2: Robert Huff       | Łada Granta       | Lada Sport Lukoil               | Guia Circuit | Wyniki |